# Hasliberg
Hasliberg est une commune suisse du canton de Berne, ainsi qu'une grande station de sports d'hiver, situées à 14 km au nord de la commune de Meiringen, située dans l'arrondissement administratif d'Interlaken-Oberhasli.

## Géographie
Le territoire de la commune de Hasliberg commence derrière le col du Brünig (1 008 m d'altitude). De là, il s'étend sur la terrasse ensoleillée du Haslital jusqu'à Planplatten (2 246 m) et jusqu'au domaine de Baumgarten/Engstlenalp. La commune jouxte Meiringen à l'ouest et au sud, Innertkirchen à l'est, et le canton d'Obwald au nord. Le point culminant de la commune est le mont Glogghüs (2 534 m), le point le plus bas est au niveau de Reutiberg à environ 700 m d'altitude.
Le territoire habité s'étend sur neuf km de distance, avec les quatre villages de Hasliberg-Hohfluh, Hasliberg-Wasserwendi, Hasliberg-Goldern et enfin Hasliberg-Reuti, à une altitude oscillant entre 1 000 et 1 200 m.

## Histoire

Vue aérienne de Hasliberg Hohfluh (1949)

Le nom de Hasliberg provient du vieux allemand "hasal" (de l'allemand "Haselsträucher", qui signifie noisetiers) et "Berg" (en allemand : montagne).
Le village est mentionné pour la première fois en 1358, en tant que Hasle an den Bergen (soit "noisetiers sur les montagnes"), En 1834, la commune porte le nom de Hasleberg, avant de prendre en 1923 son nom actuel de Hasliberg.

## Population
| Année      | 1764 | 1850 | 1880 | 1900 | 1930 | 1950 | 1960 | 1970 | 1980 | 1990 | 2000 | 2010 |
| Population | 693  | 1309 | 1257 | 1037 | 912  | 1044 | 1172 | 1292 | 1328 | 1335 | 1276 | 1238 |

Hasliberg compte 16,32 % d'étrangers.

On y trouve également un internat international, L'École d'Humanité.

## Domaine skiable
À Hasliberg-Wasserwendi (1 169 m), une télécabine rejoint Käserstatt (1 835 m) via Lischen. De là, un téléski permet de rejoindre Hohbühl, tandis qu'un télésiège 6-places relie Hochsträss (2 180 m). Un parking payant de faible capacité est situé directement au départ de la remontée. Il est accessible en auto par la route du col du Brünig.
Hasliberg-Reuti est le terminus du téléphérique partant de Meiringen dans la vallée (628 m), là où se situe le parking payant principal. Construite en 2005, une télécabine rejoint la gare intermédiaire de Bidmi puis le terminus de Mägisalp (1 710 m). De là, les points culminants du domaine skiable sont reliés d'une part par la télécabine 8-places "Eagle-Express" en direction de Planplatten (2 250 m), d'autre part par les deux télésièges 4-places "Glogghüs I" - via le Hääggen à 1 950 m - et "Glogghüs II" jusqu'au Glogghüs (2 433 m d'altitude). Les remontées mécaniques transportent plus de 500 000 passagers par an. Les télécabines fonctionnent également en été (partiellement, dès le début juin et ce jusque mi-octobre.
Les pistes sont tracées en majorité au-delà de la limite de la forêt, ce qui permet également la pratique du ski hors-pistes. Elles sont généralement larges, bien préparées, et offrent un dénivelé allant jusqu'à 1 400 m. Les parties inférieures du domaine sont composées de pistes de niveau bleu, qui imposent par endroits de pousser sur les bâtons. Du fait de sa relative exposition au vent et de son altitude, il peut arriver que le haut du domaine soit fermé par mauvais temps. Cela concerne particulièrement le domaine de Glogghüs.
Il est possible de pratiquer le ski nocturne tous les vendredis sur la piste reliant Käserstatt à Lischen.
La station est membre des regroupements de stations de Skipass Berner Oberland et Schneepass Zentralschweiz.
Une piste de ski de fond de 1,5 km a été aménagée à Bidmi.
Deux pistes de luge ont été aménagées : une de trois km entre Mägisalp et Bidmi (éclairée de nuit tous les jeudis), la deuxième plus courte et moins pentue entre Käserstatt et Lischen.
La station entretien un réseau de six chemins de randonnée, pour un total de 25 km.

## Galerie

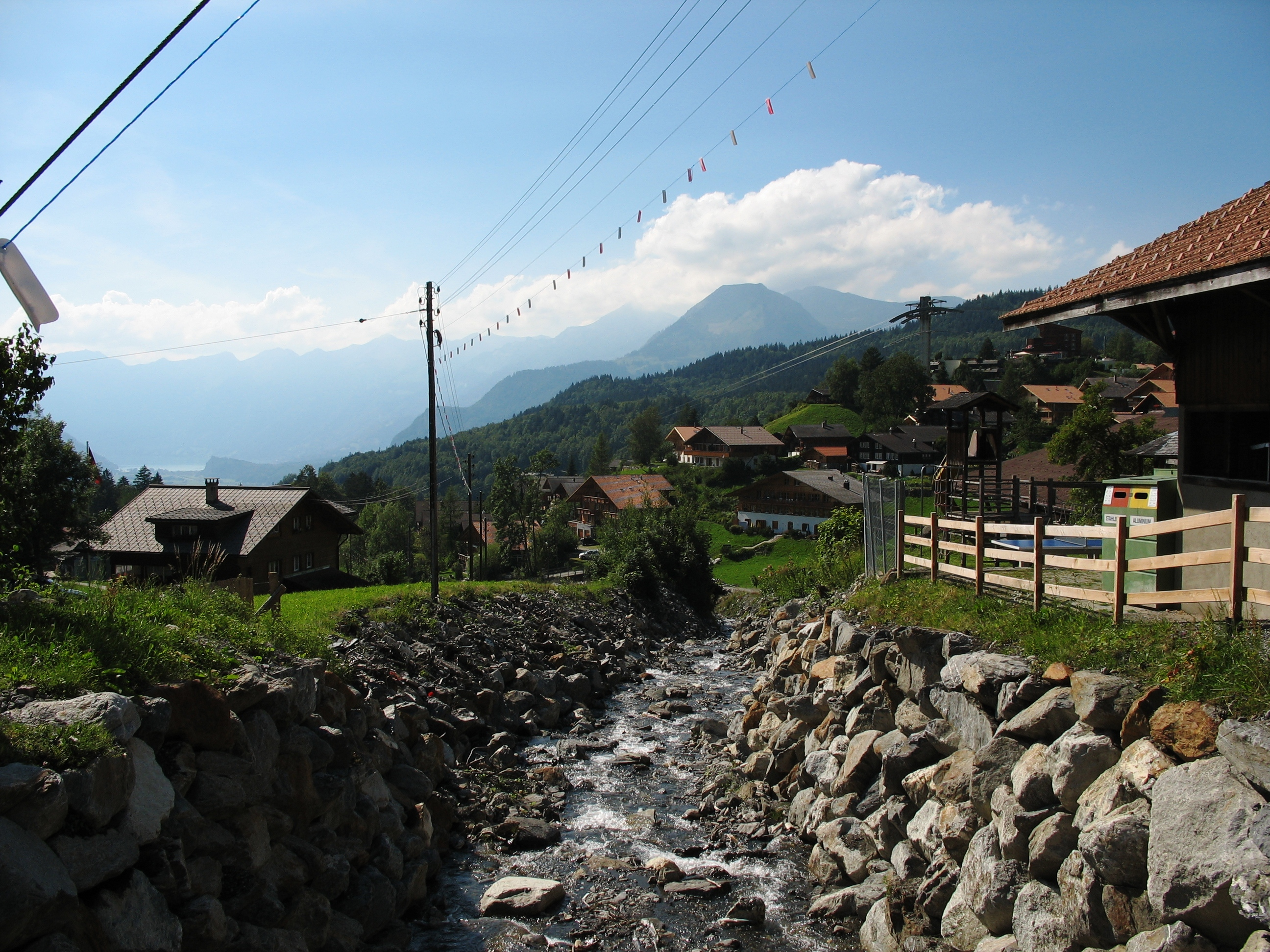
Hasliberg en juillet 2007
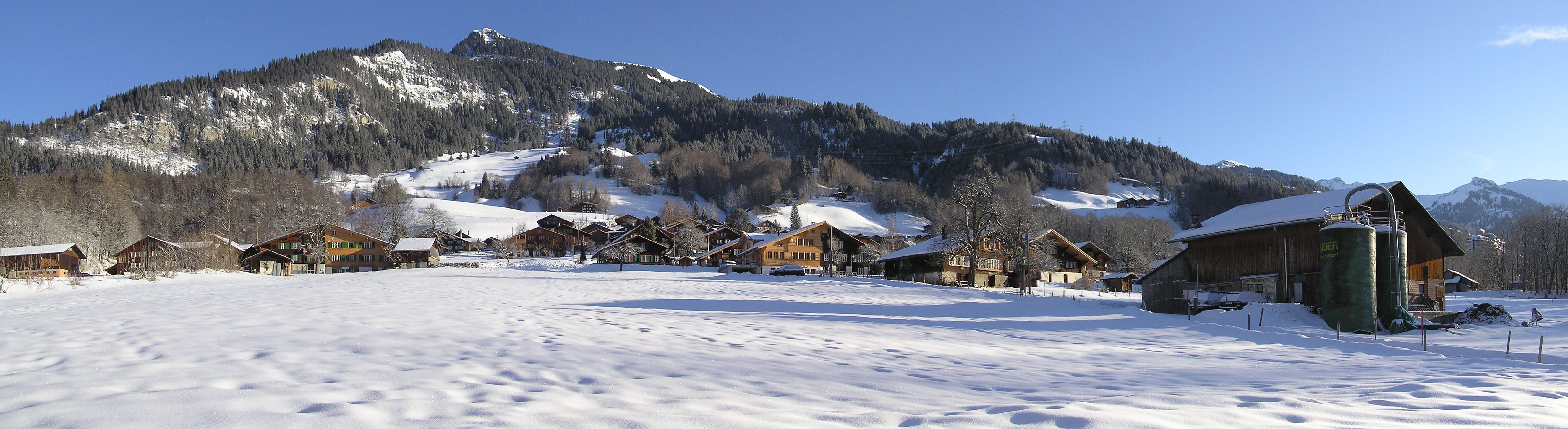
Panorama de Hasliberg-Hohfluh en direction du nord
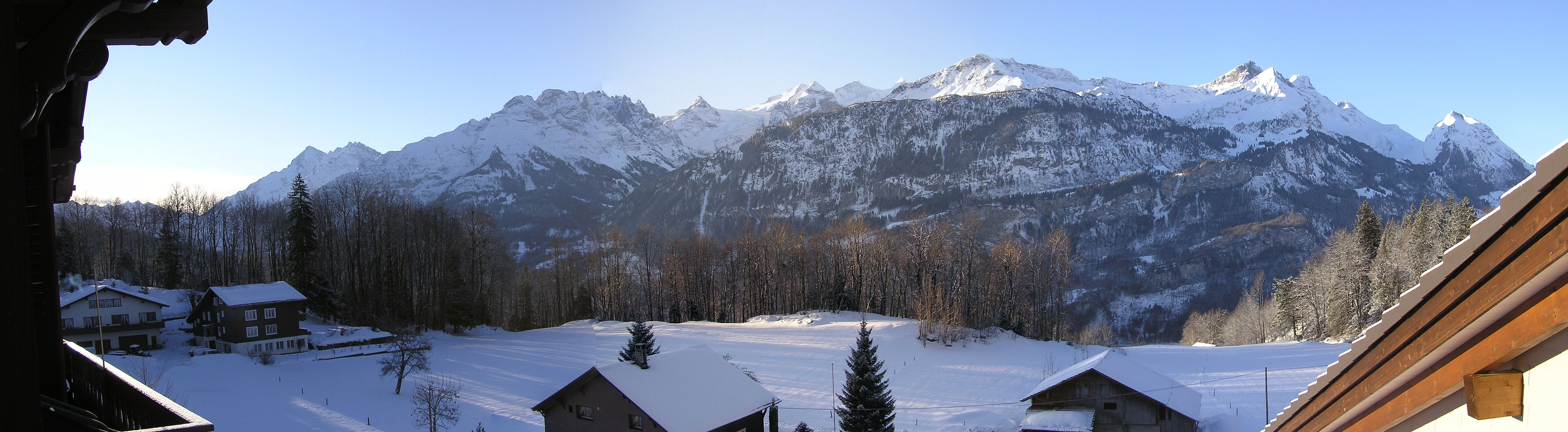
Panorama de Hasliberg-Hohfluh en direction du sud